# Уики
Уики (на английски: wiki) представлява уебсайт, свързан с база знания, който ползва мрежова технология за създаване и организиране на свързани помежду си уеб страници, всяка от които може да бъде посетена и редактирана от потребителите по всяко време, като историята и всички версии на страниците се запазват. За оформлението се използват команди, които са по-интуитивни и по-лесни от съответния маркиращ език на HTML. Сбирка от такива страници също се нарича уики или, по-рядко (и не съвсем правилно), Уики или УикиУикиУеб (транслитерация от WikiWikiWeb).
Понятието „уики“ (на хавайски: бързо) и първоначалната програмна реализация са създадени от Уорд Кънингам в неговия проект WikiWikiWeb през 1995 година. Честото използване на двойния вариант УикиУики идва от там, че в хавайския език редупликацията (повторението) се използва за усилване на значението на думата. Въпреки това Уики (с главна буква) и Уики Уики Уеб се използват правилно само при назоваване на първоначалното уикипространство, основано от Уорд Кънингам.
Съществуват много различни системи за организация на съдържание на принципа уики. Подробен списък на различни такива програми може да се намери на Уики Уики Уеб.

## Концепция
В книгата „Пътят на уики“ (The Wiki Way: Quick Collaboration on the Web) (2001) Кънингам и съавторът му Бо Лойф описват концепцията така:
- Уики предлага възможност на всички потребители да редактират произволна страница от събраните на уеб сайта и да създават нови страници само с помощта на обикновен браузър, без да са необходими разширения
- Уики поддържа връзки между отделните страници за сметка на почти интуитивно създаване на препратки с отчитане на това дали дадена страница съществува, или не
- Уики не е старателно изготвен уебсайт за случайни посетители. Напротив, при уики стремежът е да се привлекат посетители към процес на непрекъснато съзидателно сътрудничество, с което изгледът на сайта се променя непрекъснато

## Известни уики
Уикипедия е най-голямото и най-известно уики. Тя е свободна многоезична електронна енциклопедия с милиони страници, поддържана от фондация Уикимедия. Съществуват много други уебсайтове на фондацията, като например „Уикикниги“ – сайт за свободни учебници и „Уикиновини“ – за новини. Софтуерната система на Уикипедия се нарича МедияУики и се разработва и разпространява свободно при условията на обществения лиценз на ГНУ.
Но уики сайтовете в интернет съвсем не се изчерпват с Уикипедия: към 21 ноември 2017 на сайта Wikiindex са записани 21 384 различни уикита на 271 езика.